# Neohaematopinus petauristae
Neohaematopinus petauristae är en insektsart som beskrevs av Ferris 1923. Neohaematopinus petauristae ingår i släktet Neohaematopinus och familjen ledlöss. Inga underarter finns listade i Catalogue of Life.